# Andacollo (ort)
Andacollo är en ort i Chile.   Den ligger i provinsen Provincia de Elqui och regionen Región de Coquimbo, i den centrala delen av landet, 400 km norr om huvudstaden Santiago de Chile. Andacollo ligger 1 018 meter över havet och antalet invånare är 11 093.
Terrängen runt Andacollo är varierad. Runt Andacollo är det ganska tätbefolkat, med 65 invånare per kvadratkilometer.. Det finns inga andra samhällen i närheten. 
Omgivningarna runt Andacollo är i huvudsak ett öppet busklandskap.